# Nationales Kulturdenkmal (Tschechien)

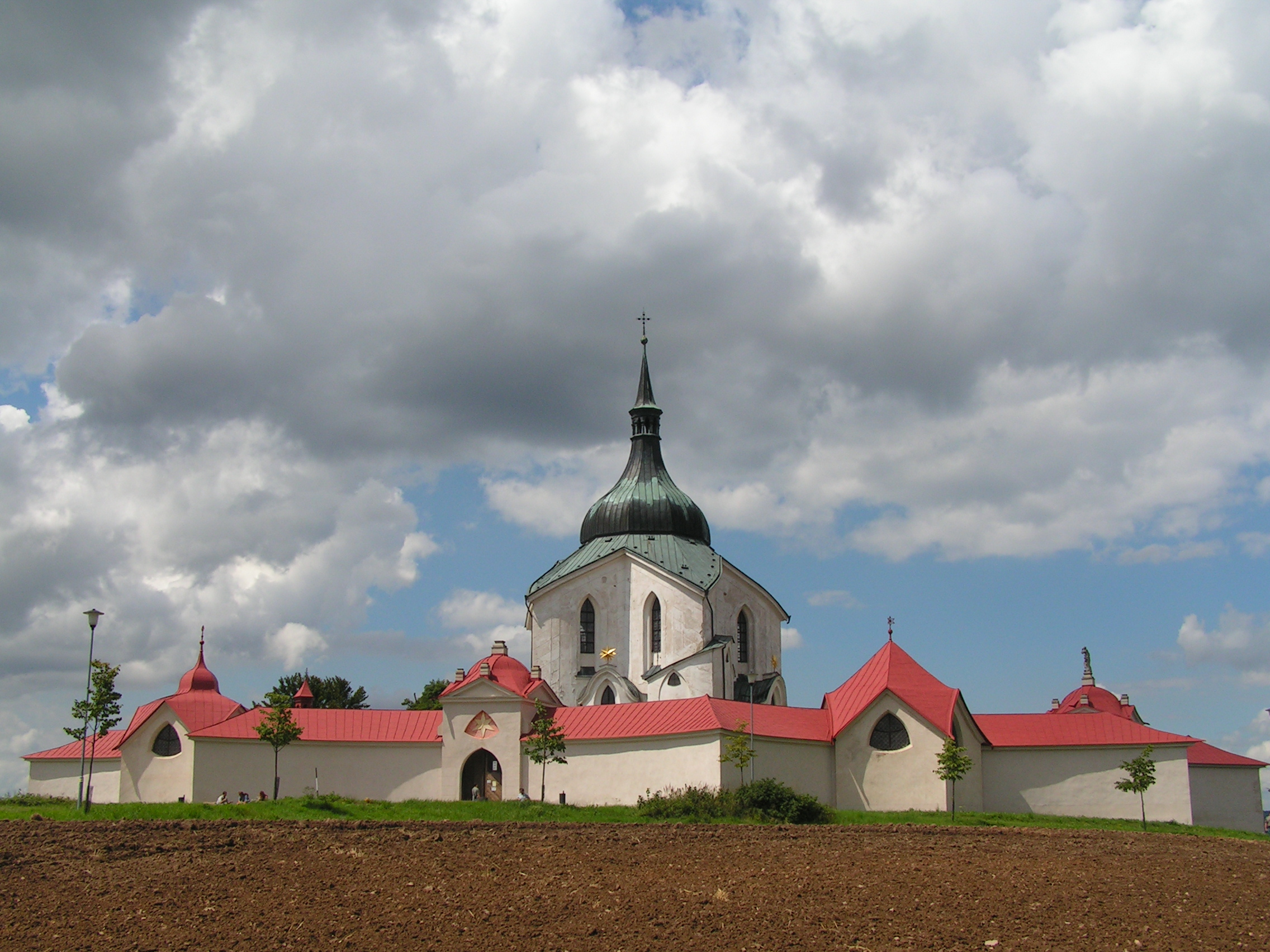
Seit 1995 Nationales Kulturdenkmal: Wallfahrtskirche des Hl. Johannes von Nepomuk auf Zelená Hora

Nationale Kulturdenkmale (tschechisch Národní kulturní památka, kurz: NKP) sind in Tschechien Kulturdenkmale, welche den bedeutendsten Teil des kulturellen Erbes des Landes darstellen. Ernannt werden sie per Verordnung durch die tschechische Regierung. Die Ausleihe Nationaler Kulturdenkmäler ins Ausland – etwa zu Ausstellungszwecken – ist nur mit Genehmigung der tschechischen Regierung möglich.

## Genehmigung und Aberkennung
Die ersten Nationalen Kulturdenkmale in Tschechien wurden im Jahr 1962 durch die Regierung der damaligen Tschechoslowakei ausgewiesen. Diese Liste umfasste vor allem historische Bauwerke in der Altstadt von Prag, aber auch in einigen anderen Städten. Teil der ersten Liste waren etwa auch das für die tschechische Geschichte bedeutsame Königsfeld in Stadice oder die Rotunde St. Katharina in Znojmo. Nach mehreren Erweiterungen umfasst die Liste seit 2008 insgesamt 236 Kulturdenkmale.
Einigen Kulturdenkmalen wurde der Status als „Nationales Kulturdenkmal“ aus verschiedenen Gründen wieder aberkannt. Zum Beispiel verlor der in Prag-Smíchov aufgestellte „Panzer Nr. 23“ (Tank číslo 23), der an die Befreiung Prags durch die Rote Armee erinnerte, 1991 diesen Status. Im Jahr 1992 wurde aufgrund einer Forderung der Stadtverwaltung von Tábor dem dortigen historischen Zentrum der Status aberkannt, um die Restitution betroffener Gebäude an die Alteigentümer zu ermöglichen. Mit der Verordnung Nr. 147/1999 wurden alle Nationalen Kulturdenkmäler neu bestätigt, die vorher nur durch einen Beschluss der Regierung der Tschechischen Republik festgesetzt worden waren.
Am 8. Februar 2010 erließ die Regierung Tschechiens mit Wirkung vom 1. Juli eine Verordnung, die 38 neue Nationale Kulturdenkmale festlegt. Diese Erweiterung berücksichtigt insbesondere auch Bauten moderner Architektur und Industriedenkmale, die bislang nicht als national bedeutsam im Sinne des Denkmalschutzes eingestuft wurden. Beispiele dafür sind das Hotel Avion in Brünn, das Wasserkraftwerk der Talsperre Les Království bei Bílá Třemešná und der Motortriebwagen M 290.001 „Slovenská strela“.
Am 31. Januar 2018 wurden 19 Sakralbauten zu Nationalen Kulturdenkmalen erklärt.